# Tandem linguistico
Il tandem linguistico è un metodo di apprendimento delle lingue. Si può imparare una lingua straniera trovando un partner madrelingua e attivando una conversazione. 
Ciascuno dei due partecipanti è madrelingua della lingua che l'altro vuole apprendere.
Molte scuole e università in tutto il mondo organizzano corsi di lingue anche attraverso questo metodo.
Alcuni esempi di questo metodo si possono anche trovare in siti web, come per esempio Lang-8.
A differenza dell'apprendimento tramite lezioni frontali con un insegnante preposto, il tandem linguistico permette di comprendere meglio sfumature e modi di dire della lingua che si desidera imparare.